# Васкес де Арсе-и-Себальос, Грегорио
Грегорио Васкес де Арсе-и-Себальос  (исп. Gregorio Vásquez de Arce y Ceballos) (9 мая 1638 — 6 августа 1711) — художник Латинской Америки колониальной эпохи.
Грегорио Васкес де Арсе-и-Себальос родился 9 мая 1638 года в городе Санта-Фе-де-Богота в Новой Гранаде (ныне Богота, Колумбия). Грегорио имел андалузские корни, так как его предки перебрались в Южную Америку из Севильи в XVI веке.
Грегорио Васкес считается величайшим художником Колумбии, который жил и творил в период расцвета стиля барокко. Большая часть его картин имеет религиозный сюжет, включая темы о жизни Иисуса Христа, Девы Марии и католических святых, а также и сцены из Нового Завета. Более скромное место в его творчестве занимает аллегорическая и портретная живопись.
Наиболее известные работы:
- серия «Времена года», «Страшный суд», 1673
- «Проповедь Святого Франциска Ксаверия», 1693
- Портрет Э. де Кальдаса Барбосы, 1698

Собрание из 76 картин и 106 рисунков Грегорио Васкеса стало основой коллекции Музея колониального искусства в Боготе.

## Картины художника
- «Святой Иосиф с младенцем», 1670, Музей колониального искусства
- "Святая Троица", 1697, Национальный музей Колумбии
- "Свадьба Святой Екатерины", 1700